# جينو بوزانسكي
جينو بوزانسكي (بالمجرية: Buzánszky Jenő)‏ مواليد 4 مايو 1925 في مملكة المجر - الوفاة 11 يناير 2015 في ازترغوم، كان لاعب كرة قدم مجري كان يلعب كمدافع. سبق له أن لعب في كأس العالم لكرة القدم مع منتخب بلاده. فاز بميدالية أوليمبية في مسابقة كرة القدم.

## روابط خارجية
- جينو بوزانسكي على موقع الاتحاد الدولي (مؤرشف)  (الإنجليزية)
- جينو بوزانسكي على موقع ناشيونال فوتبول تيمز (الإنجليزية)
- جينو بوزانسكي على موقع Soccerway.com (الإنجليزية)
- جينو بوزانسكي على موقع عالم كرة القدم.نت (الإنجليزية)
- جينو بوزانسكي على موقع أوليمبيديا (الإنجليزية)